# Géochimie
La géochimie applique les outils et concepts de la chimie à l'étude de la Terre et plus généralement des planètes. Dans une certaine mesure, des échantillons sont accessibles à l'investigation chimique (notamment par l'étude des météorites) ; sinon, la présence des éléments chimiques est déterminée par des méthodes indirectes, ce qui permet à cette discipline scientifique d'étudier l'abondance relative et absolue de ces éléments, leur distribution et leurs migrations lors de la différenciation planétaire. Ces études permettent in fine de chercher des lois générales du comportement de la matière à l'échelle planétaire, ce qui lie cette discipline à la cosmochimie dans la mesure où elle s'intéresse aux processus de formation planétaires et intraplanétaires. En ce qui concerne la Terre, cette discipline a pour objectif la connaissance des cycles par lesquels la plupart des éléments chimiques sont conduits alternativement en surface et en profondeur au sein de la planète. S'agissant du sédiment, la géochimie étudie les phénomènes chimiques qui se déroulent de l'interface eau-sédiment à la profondeur du sédiment lui-même.

## Éléments historiques

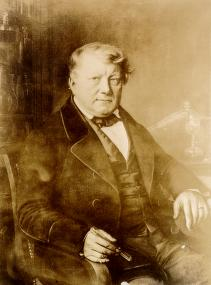
Christian Friedrich Schönbein.

Le russe Mikhaïl Lomonossov est traditionnellement considéré comme le père de cette discipline scientifique (en), le savant étudiant les gisements de minerais au XVIIIe siècle. Un siècle plus tard, des chimistes et minéralogistes tels que Martin Heinrich Klaproth, Lavoisier, Berthollet ou Fourcroy posent les bases de la chimie minérale qui relève de la géologie et de la géochimie.
L'invention du terme de « géochimie » est attribuée au chimiste allemand Christian Schönbein en 1838. Cependant, pendant près d'un siècle, le terme le plus courant pour désigner cette discipline est celui de « géologie chimique » et il y a peu de contact entre les géologues et les chimistes.
Le russe Vladimir Vernadsky et ses collègues germano-norvégien Victor Moritz Goldschmidt et américain Frank Wigglesworth Clarke sont considérés comme les fondateurs de la géochimie moderne dans les années 1920.
D'abord avec l'extension de la chimie à travers la minéralogie superficielle, la géochimie a acquis un statut de discipline à part entière après la Seconde Guerre mondiale, au moment du développement de la géologie isotopique (géochronologie absolue). Par son approche transdisciplinaire, la géochimie est un bon exemple de fusion entre plusieurs domaines aux objectifs distincts, comme la physique, la biologie, la paléontologie (discipline également multidisciplinaire), etc..

## Domaines d'application

Abondance des éléments dans la croûte terrestre supérieure en fonction de leur numéro atomique (éléments pétrogènes et éléments métallogènes).

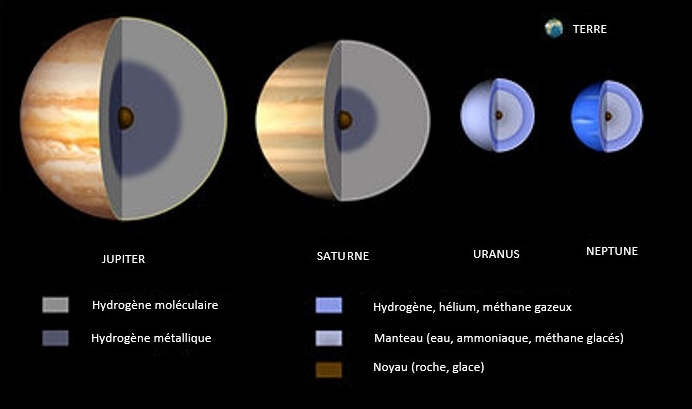
Modèles de structure interne des planètes géantes.

D'un point de vue applicatif, les buts de la géochimie sont, entre autres :
- la détermination de la composition des différentes enveloppes terrestres, de leur évolution, des hautes couches de l'atmosphère à la graine ;
- la quantification des transferts de matière et d'énergie au sein de la Terre ; l'identification et la quantification des interactions entre ses différentes enveloppes ou réservoirs ;
- l'identification et la caractérisation des processus chimiques, mécaniques, minéralogiques ou autres, qui modifient les compositions chimiques des géomatériaux, provoquant leur différenciation ;
- la détermination de l'âge des roches et des événements ayant affecté la Terre, par le biais de la géochronologie ;
- l'étude des conditions environnementales passées (paléoenvironnements).

Dans ses ramifications théoriques et appliquées, la géochimie couvre aussi bien des processus endogènes qu'exogènes, sur du matériel organique ou non organique. Ainsi, l'application des méthodes de la géochimie à l'étude des êtres vivants a donné naissance à la biogéochimie. Les deux plus grands domaines restent toutefois la géochronologie, et l'étude des roches « chaudes » (en profondeur) ou « froides » (en surface), sur Terre ou dans les autres systèmes planétaires.

## Grands principes
Pour un type de matériau et/ou d'unité géologique considérés, les mesures et études des divers éléments chimiques, et les informations qu'ils peuvent apporter, sont fortement liés à leur abondance relative, ce que l'on appelle la composition chimique du matériau :
- Les éléments plus abondants, qui forment en général à quelques-uns les quelque 95 à 99 % du matériau, sont appelés, dans le contexte spécifique de l'étude, éléments majeurs. Cette étude est alors le plus souvent menée à l'interface avec la minéralogie, du fait de la tendance de ces éléments à s'organiser en phases plus ou moins définies, les minéraux.
- Les éléments chimiques moins abondants, de l'ordre du pour-cent et appelés, toujours contextuellement, éléments mineurs, selon les conditions physico-chimiques, forment des phases, sous forme de minéraux accessoires.
- Enfin le reste des éléments chimiques, présents en très petites à infimes quantités, sont dits en trace ou encore appelés éléments-traces. Leur comportement lors des processus de différenciation s'explique le plus souvent via une application de la théorie thermochimique d'équilibre en milieux dilués, en faisant intervenir une notion de partage de ces éléments sous l'effet de la loi d'action de masse.
- Depuis en gros le premier tiers du XXe siècle, le développement de la spectrométrie de masse a permis l'extension des mesures chimiques aux mesures isotopiques. Cet aspect, pas à proprement parler « chimique », est toutefois totalement sous-entendu et intégré en géochimie, même s'il est parfois spécifié sous le terme de géochimie isotopique en complément des géochimies élémentaires (au sens de géochimie des éléments chimiques). Sur le plan pratique, on distingue deux types de variations de rapports isotopiques, celles entre isotopes stables, et celles entre isotopes radioactifs ou radiogéniques :
  - Deux isotopes stables d'un même élément chimique fractionnent entre deux phases, du fait d'effets quantiques, dès lors que la température n'est pas trop élevée (le terme de fractionnement signifie que leur rapport d'abondance n'est pas le même entre les deux phases). Une des applications les plus notoires est le paléothermomètre de l'oxygène pour décrypter les évolutions de la température moyenne de l'atmosphère terrestre sur les quatre cents derniers milliers d'années.
  - La radioactivité est la transmutation d'un isotope père, radioactif, en un isotope fils, dit radiogénique. La simplicité de la loi de désintégration radioactive, et son intangibilité, sont la base de la géochronologie, science de la datation absolue.

Bien que ces principes théoriques soient souvent emprunts d'une hypothèse d'équilibre thermodynamique, l'importance des métastabilités minérales confrontée aux longues périodes de temps géologiques qui permettent aux processus de diffusion chimique de jouer parfois un rôle dans l'évolution cinétique des matériaux, font de la géochimie un domaine singulier par rapport à la thermochimie traditionnelle.

## Méthodes d'analyse
L'analyse des roches, minéraux et autres géomatériaux fait appel à de nombreux types d'analyses physico-chimiques. En voici quelques-unes :
- la micrographie : préparation d'une lame mince de roche et observation au microscope optique, notamment à la lumière polarisée ;
- l'analyse chimique élémentaire : déterminer la composition en éléments d'une roche (concentration massique des différents éléments, en général traduite sous forme d'oxydes pour les éléments majeurs) ; initialement faite avec des réactions chimiques (dosages) élément par élément, ces analyses sont maintenant faites avec des méthodes physiques globales donnant la concentration en tous les éléments comme la spectrométrie de masse à source plasma ou la spectrométrie de fluorescence X ;
- l'analyse de phase par diffraction de rayons X : on a accès à la structure cristalline des composants, et l'on peut donc déterminer la nature des phases, par exemple reconnaître les différentes formes de cristallisation de la silice ou bien savoir si le calcium est présent sous forme de CaO ou de CaCO3.

## Scientifiques notables
- Victor Goldschmidt, cofondateur avec Vladimir Vernadsky de la géochimie moderne et de la cristallographie ;
- Claude Allègre, principal organisateur du développement de la géochimie en France[5], au CNRS et à l'IPGP[Note 1] ;
- Sylvie Derenne, directrice de recherches, médaille d'argent du CNRS[6].